# Apesar de Você
"Apesar de Você" é uma canção escrita e originalmente interpretada pelo cantor e compositor brasileiro Chico Buarque em 1970, lançada inicialmente como compacto simples naquele mesmo ano. A canção, por lidar implicitamente com a falta de liberdades durante a ditadura militar, foi proibida de ser executada pelas rádios brasileiras pelo governo do general Emílio Garrastazu Médici. No entanto, seria liberada oito anos mais tarde, durante o final do governo do general Ernesto Geisel. Além disso, a cantora Clara Nunes, a qual regravou a canção sem saber de seu tema implícito, viu-se obrigada a se apresentar nas Olimpíadas do Exército de 1971 para compensar o mal-entendido.

## Antecedentes
Em março de 1970, Chico Buarque retornou ao Brasil após um autoexílio de mais de um ano na Itália. Seu retorno fora influenciado por André Midani, o então diretor de sua gravadora, a Philips, o qual lhe assegurou "estar melhorando a situação no Brasil". No entanto, a realidade encontrada pelo cantor era bem diferente daquela que fora descrita nas cartas de Midani; a tortura e o desaparecimento de pessoas contrárias ao regime eram frequentes, assim como o ufanismo presente em adesivos de carros (como Brasil, ame-o ou deixe-o e Ninguém segura esse país) e em algumas canções populares (como Pra Frente, Brasil e Eu Te Amo, Meu Brasil), o que só foi agravado pela conquista do tricampeonato da Seleção Brasileira de Futebol na Copa do Mundo de 1970. O cantor externou seu desapontamento na canção, onde a crítica à ditadura era disfarçada como uma briga entre namorados. Ao enviar a canção para o departamento de censura, Chico imaginou que a letra da canção seria vetada, mas, para a surpresa do cantor, acabou sendo liberada.

## Recepção
A canção foi lançada no formato compacto simples e atingiu a marca de cem mil cópias vendidas (  ouro). Além disso, o samba estourou nas rádios de todo o país. A canção virou mania nacional e acabou sendo regravada por Clara Nunes em 7 de janeiro de 1971. Ela também acreditava que a letra da canção se tratava de uma briga entre namorados.

### Censura
Em fevereiro de 1971, o jornalista Sebastião Nery, do Tribuna da Imprensa, publicou uma nota em sua coluna dizendo que seu filho e os colegas dele cantavam "Apesar de Você" como se estivessem cantando o Hino Nacional. Como resultado, Nery foi chamado para depor na polícia. Semanas depois, a execução pública da canção foi vetada pelo Governo Federal, pois este finalmente compreendeu sua mensagem. Os oficiais do regime invadiram a sede da Philips e destruíram as cópias restantes do disco. O censor que aprovou a canção também foi punido. Os oficiais do governo, no entanto, não destruíram a matriz, o que possibilitou a reedição da gravação original da canção. Num interrogatório, Buarque foi indagado sobre quem era o "você" da letra da canção. "É uma mulher muito mandona, muito autoritária", teria respondido o cantor.
A censura de "Apesar de Você" teve um impacto negativo no relacionamento entre Chico e os censores, que duraria até o final da ditadura. Chico seria implacavelmente marcado pelos censores, sofrendo suas letras as mais absurdas rejeições. A situação chegou ao ponto em que ele teve que se disfarçar sob os pseudônimos de Julinho da Adelaide e Leonel Paiva, para aprovar três composições, uma das quais, "Acorda Amor", foi incluída no LP Sinal Fechado de 1974. Descoberta a farsa, a censura criou novas exigências: toda letra apresentada teria que ser acompanhada de cópias da carteira de identidade e do CPF do compositor.
Devido à censura, a canção só seria incluída num álbum do cantor em 1978, quando foi lançada como última faixa de Chico Buarque (1978).

### Consequências para Clara Nunes
De maneira semelhante, o presidente da Odeon, Henry Jessen, o qual era também advogado, foi intimado para dar explicações sobre as intenções de Clara Nunes ao regravar a canção. Jessen mantinha um ótimo relacionamento com os militares, o que possibilitou que ele fizesse um acordo com o governo para colocar um fim ao mal-entendido e provar que Clara não teve qualquer intenção político-partidária ao regravar "Apesar de Você": ficou combinado que a cantora gravaria, num compacto simples, o "Hino das Olimpíadas do Exército", composto por Miguel Gustavo, publicitário responsável por "Pra frente, Brasil". Também interpretaria a canção na cerimônia de abertura das Olimpíadas do Exército de 1971 em Belo Horizonte. Clara se apresentou ao lado de Luiz Cláudio, sendo que este não esteve ciente do motivo pelo qual seria acompanhado pela cantora.
Assim como Clara, outros artistas se viram obrigados a fazer publicidade para o governo. Em 1972, Elis Regina foi convocada pelos militares para cantar o Hino Nacional durante as festividades do sesquicentenário da Independência. Isto porque ela havia declarado à imprensa holandesa que o Brasil estava sendo governado por "gorilas". Temendo represálias, aceitou o "convite".

## Regravações
Além de Clara Nunes, a canção também seria regravada mais tarde por Maria Bethânia, Benito Di Paula e Beth Carvalho.

## Aparições em trilhas sonoras
- 2007 - Vidas Opostas
- 2008 - Queridos Amigos
- 2011 - Amor e Revolução